# Nueva piel
Nueva piel es el cuarto álbum de estudio de la cantante española Edurne, editado por el sello Columbia Records, perteneciente a Sony Music, el 23 de marzo de 2010.

## Producción
Edurne comenzó a grabar su cuarto álbum a principios de 2010, tras pasar dos meses en el Reino Unido.
Entre los compositores del disco se encuentra Steve Anderson (que ha compuesto canciones para Britney Spears y Kylie Minogue, entre otras), además de otros artistas ingleses (como Tina Harris) y suecos (Kid Crazy).
Toda la producción corrió a cargo de Óscar Clavel.
El disco obtuvo muy buenos resultados, sobre todo, durante las primeras semanas de venta, como consecuencia de una importante promoción, principalmente, en televisión.
El disco tuvo buenas críticas por parte del público, pero no el éxito esperado pese a una gran campaña de promoción.

## Lista de canciones
| Nueva piel |                               |                                        |                                                                       |          |  |
| N.º        | Título                        | Letras                                 | Escritor(es)                                                          | Duración |  |
| 1.         | «Soy como soy»                | Andrés Alcaraz (adaptación al español) | Steve Lee, Tina Harris, Steve Anderson                                | 3:40     |  |
| 2.         | «Tan artificial»              | Oke (adaptación al español)            | Martin Ottensen, Antonio Sierra, Torsten Stenzel                      | 3:02     |  |
| 3.         | «Oigo mi corazón»             | Edurne (adaptación al español)         | Zippy Davids, Finn Martin                                             | 3:16     |  |
| 4.         | «Demasiados besos»            | Edurne (adaptación al español)         | Kid Crazy, Sam McCarthy                                               | 3:21     |  |
| 5.         | «Alguien como tú»             | Andrés Alcaraz (adaptación al español) | Daniel Volpe, Kid Crazy, Eric Palmqvist, Thomas Lipp                  | 3:46     |  |
| 6.         | «Seremos dos o será un adiós» | Andrés Alcaraz (adaptación al español) | Per Eklund, Svante Halldin, Emilh Tigerlantz, Viktoria Sandström      | 3:22     |  |
| 7.         | «No vuelvas a mí»             | Carlos Otero (adaptación al español)   | Par Andreas Wasterlund, Jörgen Elofsson                               | 3:51     |  |
| 8.         | «Lo siento»                   | Oke (adaptación al español)            | Devine Evans, Kinnda Vivianne Hamid, Malee Janai, Justin Abraham Gray | 4:01     |  |
| 9.         | «Te mentí»                    | Andrés Alcaraz (adaptación al español) | Patric Sarin, Jaakko Salovaara, Alina Devecerski                      | 3:41     |  |
| 10.        | «Ojos que no ven»             | Andrés Alcaraz (adaptación al español) | Christoffer Vikberg, Alina Devecerski, Jesper Jakobson                | 3:50     |  |
| 11.        | «Siempre sale el sol»         | Edurne (adaptación al español)         | Michael Szumowski, Josh Pyke                                          | 3:33     |  |
| 12.        | «Culpable»                    | Andrés Alcaraz (adaptación al español) | Thanh Bui, Paulini Curuenavuli, Alf Tuohey                            | 4:10     |  |
| 43:33      |                               |                                        |                                                                       |          |  |

## Listas

### Semanales
| País   | Lista                        | Primera semana      | Posición de ingreso | Mejor posición | Semanas en la mejor posición | Semanas en la lista | Última semana       | Ref.  |
| ------ | ---------------------------- | ------------------- | ------------------- | -------------- | ---------------------------- | ------------------- | ------------------- | ----- |
| España | Top 100 Álbumes (Promusicae) | 28 de marzo de 2010 | 16                  | 16             | 1                            | 4                   | 18 de abril de 2010 | [ 4 ] |